# Walter Doniger
Walter Doniger (* 1. Juli 1917 in New York City, Vereinigte Staaten; † 24. November 2011 in Los Angeles, Kalifornien, Vereinigte Staaten) war ein US-amerikanischer Drehbuchautor und Regisseur bei Film und Fernsehen, abonniert auf „harte Männerstoffe“.

## Leben und Wirken
Walter Doniger hatte Ende der 1930er Jahre an der Harvard School of Business studiert und stieß anschließend (1940) zur Filmbranche. Seinen Einstand gab er bei den Universal Studios und verfasste seitdem zahlreiche Manuskripte zu rauen B-Filmen, zumeist Actionstreifen, Gangstergeschichten und Western. In den 1950er Jahren kamen mehrere Regieangebote für ähnlich gering budgetierte B-Stoffe hinzu. Seit Mitte desselben Jahrzehnts verlagerte Doniger sein Betätigungsfeld immer mehr in Richtung Fernsehen. Hier führte er Regie bzw. verfasste in den kommenden zwei Dekaden die Drehbücher zu einer Fülle von zum Teil recht populären Serien wie Wilder Westen Arizona, Cheyenne, Perry Mason, Bronco, Outlaws, The Web, Maverick, Captain David Grief, Bat Masterson, Menschen im Weltraum, Anwalt der Gerechtigkeit, Hong Kong, Ein Fall für Michael Shayne, Zirkusdirektor Johnny Slate, Der Mann, den es nicht gibt, Owen Marshall – Strafverteidiger, Kung Fu, Barnaby Jones, Abenteuer der Landstraße, Ein Sheriff in New York, Dr. med. Marcus Welby, Delvecchio und vor allem Peyton Place, eine Serie, für die er zwischen 1964 und 1968 die immense Anzahl von 173 Folgen inszenierte.
Zwischenzeitlich kehrte der gebürtige New Yorker zur Einzelfilmregie zurück und drehte toughe Billigfilme fürs Kino (Revolte in Block A und Safe at Home!, beide 1961/62) und zuletzt auch wieder für das Fernsehen (Mad Bull – Der Supercatcher und Aufruhr unter Tage). 1991 beendete er nach einem halben Jahrhundert seine Karriere mit dem Drehbuch zu dem Undercover-Cop- und Motorradgang-Thriller Stone Cold – Kalt wie Stein. Hin und wieder hat Doniger bei einigen seiner Filme als Produzent gearbeitet. Im Frühjahr 2008 überreichte der mittlerweile 90-jährige Doniger all seine beruflichen Unterlagen und Archivalien  der USC School of Cinematic Arts. Walter Doniger starb an der Parkinson-Krankheit.

## Filmografie
Drehbücher (ohne Serien, Auswahl)
- 1941: Mob Town
- 1942: Danger in the Pacific
- 1943: Jive Junction
- 1949: Tokio-Joe (Tokyo Joe)
- 1949: Blutige Diamanten (Rope of Sand)
- 1951: Den Hals in der Schlinge (Along the Great Divide)
- 1952: Desperate Search
- 1953: Die letzte Patrouille (Cease Fire!)
- 1953: Weißer Tod in Alaska (Alaska Seas)
- 1954: Duffy ot San Quentin (auch Produzent)
- 1954: The Steel Cage (auch Produktion)
- 1956: Stahlharte Männer (Steel Jungle)
- 1956: Teufelskommando (Hold Back the Night)
- 1957: Das Fort der mutigen Frauen (The Guns of Fort Petticoat)
- 1983: Aufruhr unter Tage (Kentucky Woman) (auch Produktion)
- 1990: Stone Cold – Kalt wie Stein (Stone Cold) (auch Produktion)

Regie (ohne Serien, komplett)
- 1954: Duffy ot San Quentin
- 1954: The Steel Cage
- 1956: Stahlharte Männer (Steel Jungle)
- 1958: Unwed Mother
- 1961: Revolte in Block A (House of Women)
- 1962: Safe at Home!
- 1977: Mad Bull – Der Supercatcher (Mad Bull)
- 1983: Aufruhr unter Tage (Kentucky Woman)